# Ганудель Зузана Томашівна
Ганудель Зузана Томашівна (9 червня 1929, с. Пихні, тепер Гуменського району Східно-Словацької області, Словаччина) — словацька мовознавиця-україністка, культурно-освітня діячка, кандидат філологічних наук з 1980; діяч Компартії Чехословаччини (член з 1948 р.).

## Біографія
Навчалася на філософському факультеті Братиславського університету (1951—1952) та українському відділенні філологічного факультету Одеського університету (1952—1958).
З 1960 — викладач, з 1984 — завідувач н.-д. відділу кафедри української мови та літератури філософського факультету в місті Пряшеві Кошицького університету.

## Наукова діяльність
Досліджує сучасну українську мову, українські діалекти, зокрема українські говірки Сх. Словаччини.
Автор праць:
- «Лінгвістичний атлас українських говорів Східної Словаччини» (т. 1—3, 1981—2001),
- «Посуд і кухонне начиння у говорах українців Східної Словаччини» (1980),
- «Назви страв в українських говорах Східної Словаччини»,
- «Народні страви і напої. Лексика українських говорів Східної Словаччини» (обидві — 1987) та ін.

Один з упорядників і редакторів «Атласу українських говорів Східної Словаччини» В. Латти (т. 1, 1991); підготувала до видання (разом з Й. Дзендзелівським) «Словник української мови» Я. Головацького (опубл. 1982) та «Граматику» А. Коцака (опубл. 1990).
Співавтор «Загальнокарпатського діалектологічного атласу» (в. 1, 1989; в. 2, 1988, 1994; в. З, 1991; в. 4, 1993; в. 5, 1997; в. 6, 2001). Автор підручників з української мови та методики її викладання.